# سرطاوه جروق
سرطاوه جروق، روستایی از توابع دهستان کوهمره جروق  بخش جره و بالاده شهرستان کازرون در استان فارس ایران است. سرطاوه از قدیم الایام مرکز کوهمره جروق بوده است. سرطاوه محل زندگی پیروان آیین زرتشت بوده که سه دلیل دال بر این ادعاست. اول قبرستان موجود در سرطاوه که مردگان را به غیر از روش مسلمانان خاک میکردند، دوم وجود دخمه یا خرف خانه که در زمان پیش از اسلام افراد پیر و کُهَن سال را که فاقد توان جسمی بودند آنجا رها میکردند تا جان بسپارند، سوم آثار آتشکده که در زمان ساسانیان ساخته شده است. یکی از صعب العبور ترین کوه های ایران کوه سرطاوه به به ارتفاع ۳۰۰۰ متر اما دیوار مانند است و یک سمت دیوار به علت رطوبت هوای کوهستانی و جنگل بلوط و سمت دیگر دیوار گرمسیری و خشک همانند رشته کوه البرز. گویش سرطاوه کوهمره ای میباشد که شاخه ای از فارسی باستان است.در کوه سرطاوه سنگ های بزرگی وجود دارد که در زبان باستانی به آن طاوه میگویند و سرطاوه یعنی بالاتر از طاوه. سبک معماری سرطاوه قبل از زلزله شبیه ماسوله و روستای دشتک مرودشت بود. سرطاوه زمانی مأمن پیروان آیین مزدکیان و فرمانروای آن مانی بوده است که در زمان حکومت ساسانیان به آنجا آمدند. در روستای سرطاوه آثار تاریخی زیادی وجود دارد از جمله امامزاده شاه فضل و شاه فضائل، حمام و مسجد که به دستور شاه سلیمان صفوی و توسط معماران اصفهان ساخته شد که به جز امامزاده همگی تخریب شده اند.  معماران اصفهان حدود سی سال به روستای سرطاوه تردد داشتند و به یادگار در اصفهان مسجدی ساختند به نام مسجد سرطاوه که در خیابان کمال خیابان سروش کوی سرطاوه واقع شده. پوشش گیاهی شامل کلخنگ، بنه، بادام کوهی، بلوط، انار و... میباشد. بعد از زلزله سال ۷۸ بیشتر جمعیت در روستای اسلام آباد در گرمسیر کوهمره جروق سکنی گزیدند. از شخصیت های مهم و تاثیر گذار معاصر میتوان از ملا خانی سرطاوه ای که مسلط به زبان و ادبیات عرب و عرفان بودند و ملا ابراهیم سرطاوه ای که فرد شجاع و دلیری بود و ملا علی سرطاوه ای کدخدای روستا که خیلی از مشکلات را با ریش سفیدی حل میکردند. سرطاوه که زمانی  به خال لب دریاچه پریشان معروف بود بعد از زلزله خالی از سکنه میباشد. نگارنده صمد سرطاوی

## جمعیت
این روستا در دهستان فامور قرار دارد و براساس سرشماری مرکز آمار ایران در سال ۱۳۸۵، جمعیت آن زیر سه خانوار بوده‌است.